# Suffolk University
De Suffolk-universiteit (Engels: Suffolk University) is een privéuniversiteit in Boston (Massachusetts), (VS). De universiteit werd opgericht in 1906.

## Scholen
- Suffolk University Law School
- Suffolk University College of Arts and Sciences
- Suffolk University's Sawyer Business School